# Cordia dumosa
Cordia dumosa är en strävbladig växtart som beskrevs av Brother Alain. Cordia dumosa ingår i släktet Cordia, och familjen strävbladiga växter. Inga underarter finns listade i Catalogue of Life.